# Iroquois (Dacota do Sul)
Iroquois é uma cidade localizada no estado norte-americano de Dakota do Sul, no Condado de Beadle e Condado de Kingsbury.

## Demografia
Segundo o censo norte-americano de 2000, a sua população era de 278 habitantes.
Em 2006, foi estimada uma população de 253, um decréscimo de 25 (-9.0%).

## Geografia
De acordo com o United States Census Bureau tem uma área de
1,4 km², dos quais 1,4 km² cobertos por terra e 0,0 km² cobertos por água. Iroquois localiza-se a aproximadamente 434 m acima do nível do mar.

## Localidades na vizinhança
O diagrama seguinte representa as localidades num raio de 24 km ao redor de Iroquois.